# Jack (film, 1925)
Pour les articles homonymes, voir Jack.
Pour plus de détails, voir Fiche technique et Distribution.
Jack est un film français réalisé par Robert Saidreau et sorti en 1925.

## Synopsis
Ida de Bargency, femme frivole, décide de mettre son fils Jack en pension, où elle fait la connaissance d'un professeur de littérature. Jack, malheureux, s'enfuit de la pension.

## Fiche technique
- Réalisation : Robert Saidreau
- Scénario : d'après le roman Jack d'Alphonse Daudet[1]
- Photographie : Georges Asselin
- Production : Robert Saidreau
- Pays de production :  France
- Format :  Noir et blanc - Muet
- Genre : Drame
- Durée : 80 minutes
- Date de sortie: 
  - France : 3 octobre 1925

## Distribution
- Max de Rieux : Jack
- Jean Yonnel : Le poète d'Argenteuil
- Yanne Exiane : Ida de Bargency
- Madeleine Carlier : Clarisse Le Roudic
- André Dubosc : Docteur Rivals
- Thérèse Kolb : La mère Archaimbaud
- Jean Forest : Jack, enfant
- Olga Noël : Zénaïde
- Roger Tréville : Le Nantais